# Приз Алана Гардекера
Приз Алана Гардекера (англ. Alan Hardaker Trophy) — щорічна англійська футбольна нагорода, що вручається найкращому гравцеві фіналу Кубка Футбольної ліги з 1990 року.
Першим володарем нагороди став захисник «Ноттінгем Форест» Дез Волкер. Рекордсменами з виграних нагород є Бен Фостер і Джон Террі, які виграли цю нагороду по два рази.

## Переможці
| Фінал | Гравець          | Клуб              | Противник         | Рахунок |
| ----- | ---------------- | ----------------- | ----------------- | ------- |
| 1990  | Дез Волкер       | Ноттінгем Форест  | Олдем Атлетік     | 1:0     |
| 1991  | Найджел Пірсон   | Шеффілд Венсдей   | Манчестер Юнайтед | 1:0     |
| 1992  | Браян Макклер    | Манчестер Юнайтед | Ноттінгем Форест  | 1:0     |
| 1993  | Пол Мерсон       | Арсенал           | Шеффілд Венсдей   | 2:1     |
| 1994  | Кевін Річардсон  | Астон Вілла       | Манчестер Юнайтед | 3:1     |
| 1995  | Стів Макманаман  | Ліверпуль         | Болтон Вондерерз  | 2:1     |
| 1996  | Енді Таунсенд    | Астон Вілла       | Лідс Юнайтед      | 3:0     |
| 1997  | Стів Волш        | Лестер Сіті       | Мідлсбро          | 1:1     |
| 1998  | Денніс Вайз      | Челсі             | Мідлсбро          | 2:0     |
| 1999  | Аллан Нільсен    | Тоттенгем Готспур | Лестер Сіті       | 1:0     |
| 2000  | Метт Елліотт     | Лестер Сіті       | Транмер Роверс    | 2:1     |
| 2001  | Роббі Фаулер     | Ліверпуль         | Бірмінгем Сіті    | 1:1     |
| 2002  | Бред Фрідель     | Блекберн Роверс   | Тоттенгем Готспур | 2:1     |
| 2003  | Єжи Дудек        | Ліверпуль         | Манчестер Юнайтед | 2:0     |
| 2004  | Будевейн Зенден  | Мідлсбро          | Болтон Вондерерз  | 2:1     |
| 2005  | Джон Террі       | Челсі             | Ліверпуль         | 3:2     |
| 2006  | Вейн Руні        | Манчестер Юнайтед | Віган Атлетик     | 4:0     |
| 2007  | Дідьє Дрогба     | Челсі             | Арсенал           | 2:1     |
| 2008  | Джонатан Вудгейт | Тоттенгем Готспур | Челсі             | 2:1     |
| 2009  | Бен Фостер       | Манчестер Юнайтед | Тоттенгем Готспур | 0:0     |
| 2010  | Антоніо Валенсія | Манчестер Юнайтед | Астон Вілла       | 2:1     |
| 2011  | Бен Фостер       | Бірмінгем Сіті    | Арсенал           | 2:1     |
| 2012  | Стюарт Даунінг   | Ліверпуль         | Кардіфф Сіті      | 2:2     |
| 2013  | Натан Даєр       | Свонсі Сіті       | Бредфорд Сіті     | 5:0     |
| 2014  | Самір Насрі      | Манчестер Сіті    | Сандерленд        | 3:1     |
| 2015  | Джон Террі       | Челсі             | Тоттенгем Готспур | 2:0     |
| 2016  | Венсан Компані   | Манчестер Сіті    | Ліверпуль         | 1:1     |